# Mučednice z Novogrodku
Blahoslavené Mučednice z Novogrodku nebo Maria Stella Mardosewicz a 10 společnic je skupina polských římskokatolických řeholnic Sester Nejsvětější rodiny z Nazaretu zavražděných v srpnu roku 1943 gestapem. Katolická církev je uctívá jako blahoslavené.

## Pozadí

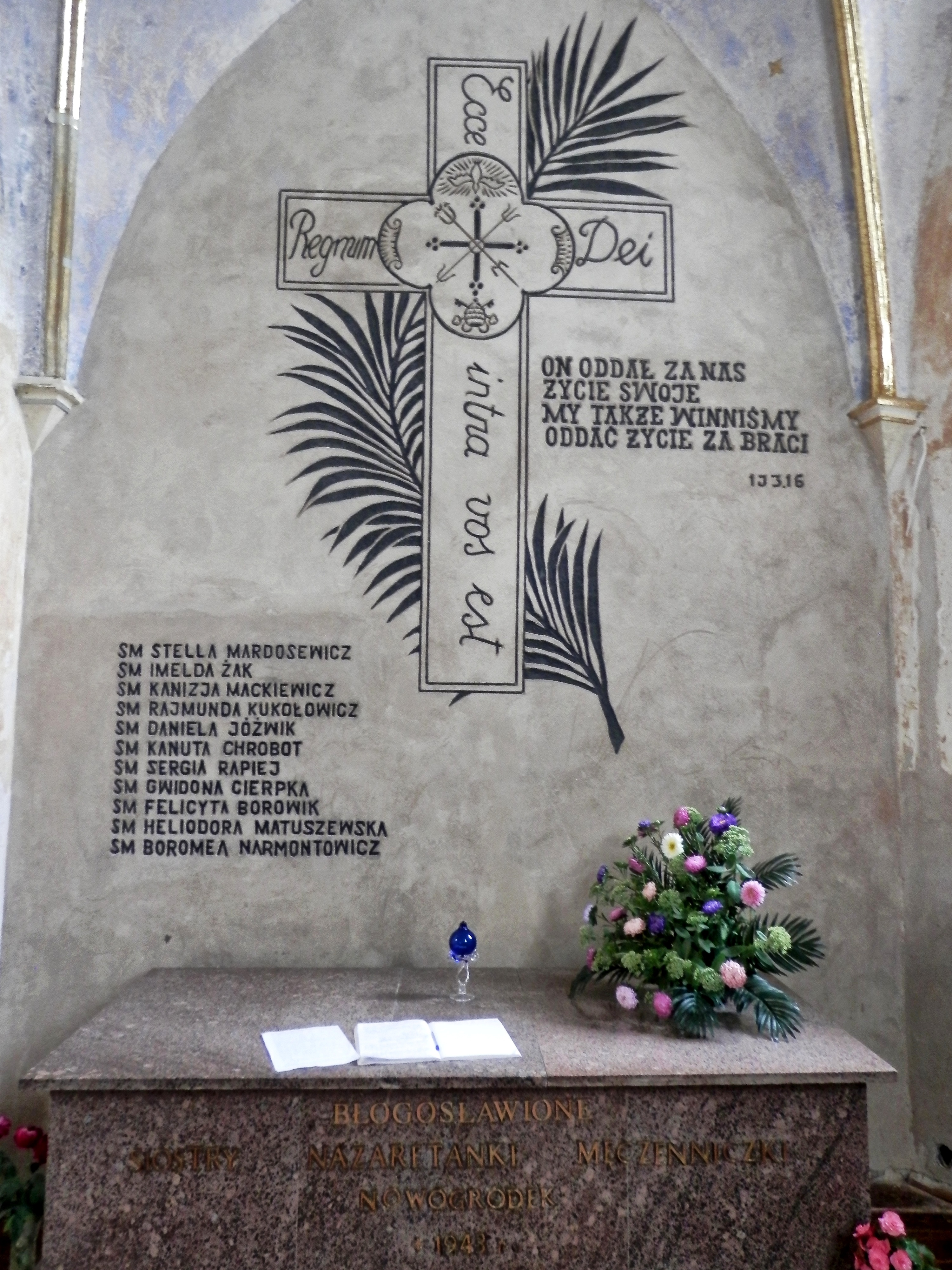
Hrob zavražděných řeholnic

Roku 1929 přijely sestry do Novogrodku na žádost biskupa Zygmunta Łozińského. V té době byl Novogrodek součástí Druhé Polské republiky. Sestry se staly nedílnou součástí života města. Roku 1939 se město nacházející se v západním Bělorusku stalo součástí Sovětského svazu a bylo včleněno do Běloruské sovětské socialistické republiky. Roku 1941 začalo být město okupováno nacisty a to jako součást Operace Barbarossa. I přes okupaci sestry nepřestali působit v náboženském dění.
Nacistický teror v Novogrodku započal roku 1942 a to vyhlazením židovského obyvatelstva v rámci Operace Reinhard. V té době to byla asi polovina z celkového počtu 20 000 obyvatel města. Nacisté zavraždili kolem 9500 Židů a ostatních cca 550 odeslali do koncentračního tábora. Poté následoval prudký nárůst zatčení a zavraždění 60 osob, včetně dvou katolických kněží. Tato situace se znovu odehrála 18. července 1943, kdy bylo zatčeno a popraveno více než 120 lidí.
Ženy z města se obrátily na sestry, aby se modlily za propuštění vězňů. Po projednání této záležitosti sestry jednomyslně vyjádřily svou touhu nabídnout vězňům svůj život za jejich. Představená komunity matka Maria Stella předala rozhodnutí sester otci Zienkiewiczovi a řekla; "Můj Bože, je-li třeba obětovat život, přijmi je od nás a ušetříme ty, kteří mají rodiny".
Poté byly změněny plány a vězni byly deportováni do pracovních táborů v Německu. Někteří z nich byly dokonce propuštěni.
Dne 31. července 1943 vtrhlo místní gestapo k sestrám a následující ráno byly sestry naloženy do dodávky a odvezeny za město. Sestry byly popraveny v lese a to asi 4,5 km za městem, poté byly pohřbeny do společného hrobu. Dnes jejich ostatky leží v kostele Proměnění Páně, ve farnosti známé jako Biała Fara (Bílá fara).

## Seznam sester
| Řeholní jméno                                | Vlastní jméno          | Datum narození | Věk úmrtí | Obrázek                |
| -------------------------------------------- | ---------------------- | -------------- | --------- | ---------------------- |
| Maria Stella od Nejsvětější Svátosti         | Adelaide Mardosewicz   | 14. 12. 1888   | 54 let    | Adela Mardosewicz      |
| Maria Imelda od Eucharistického Ježíše       | Jadwiga Karolina Żak   | 29. 12. 1892   | 50 let    | Jadwiga Karolina Żak   |
| Maria Rajmunda od Ježíše a Marie             | Anna Kokołowicz        | 24. 8. 1892    | 50 let    | Anna Kokołowicz        |
| Maria Daniela od Ježíše a Neposkvrněné P. M. | Eleonora Aniela Jóźwik | 25. 1. 1895    | 48 let    | Eleonora Aniela Jóźwik |
| Maria Kanuta od Ježíše ze zahrady            | Józefa Chrobot         | 22. 5. 1896    | 47 let    | Józefa Chrobot         |
| Maria Gwidona od Božího milosrdenství        | Helena Cierpka         | 11. 4. 1900    | 43 let    | Helena Cierpka         |
| Maria Sergia od Panny Marie Bolestné         | Julia Rapiej           | 18. 8. 1900    | 42 let    | Julia Rapiej           |
| Maria Kanizja                                | Eugenia Mackiewicz     | 27. 11. 1903   | 39 let    | Eugenia Mackiewicz     |
| Maria Felicyta                               | Paulina Borowik        | 30. 8. 1905    | 37 let    | Paulina Borowik        |
| Maria Heliodora                              | Leokadia Matuszewska   | 8. 2. 1906     | 37 let    | Leokadia Matuszewska   |
| Maria Boromea                                | Veronika Narmontowicz  | 18. 12. 1916   | 26 let    | Veronika Narmontowicz  |

## Proces blahořečení
Dne 10. října 1990 byl v diecézi Pinsk zahájen jejich proces blahořečení. Dne 28. července 1999 uznal papež sv. Jan Pavel II. jejich mučednictví a dne 5. března 2000 je na svatopetrském náměstí slavnostně blahořečil. Jejich svátek byl stanoven na 1. srpna.